# 히즈불 이슬람
히즈불 이슬람(아랍어: حزب الله الإسلامي)은 소말리아 내전 당시인 2009년부터 2010년까지, 2012년부터 2014년까지 존재했던 소말리아 이슬람 반군 단체였다. 이 단체는 소말리아 수도 모가디슈에서 셰이크 샤리프 아흐메드 전 이슬람 법원장의 정권 전복을 꾀한 하산 다히르 아위스가 이끄는 여러 무장단체들의 합병이었다. 2010년부터 2012년까지 히즈불 이슬람은 알샤바브와 합병했다. 2012년에 분리되었다가 2014년에 다시 합류했지만 이후 해체되었다.